# Archivo Histórico Provincial de Sevilla
El Archivo Histórico Provincial de Sevilla se halla ubicado en pleno centro histórico de la ciudad de Sevilla, en el barrio de Santa Catalina, siendo una institución pública de carácter administrativo y cultural.

## Edificio
Construido entre 1895 y 1908 como Palacio de Justicia de Sevilla, según proyecto de José Sáez y José Gallegos, se levantó en el solar de la antigua alhóndiga.
Durante la década de 1970 los juzgados se trasladaron, permaneciendo cerrado y en estado de abandono. En 1981 se firmó un convenio entre el Ayuntamiento de Sevilla, titular del edificio, y el Ministerio de Cultura de España, mediante el cual este último se hacía cargo de la reforma y acondicionamiento del edificio para albergar el Archivo Municipal; a cambio, la ciudad cedía a perpetuidad al Estado la mayor parte del edificio para que fuera destinado a Archivo Histórico Provincial, que aún no estaba creado. En 1982 se dio comienzo a las obras, cuyo proyecto fue realizado por Cruz y Ortiz. Las obras terminaron en 1987, año en el que se decretó la creación del Archivo Histórico Provincial.
Después de su restauración su fachada muestra un pórtico de estilo neoclásico. Su interior contiene dos patios con galerías y una escalera central de mármol. El Archivo Histórico Provincial de Sevilla tiene su entrada por el pórtico principal, en la calle Almirante Apodaca. El Archivo y Hemeroteca Municipal, dependientes del Servicio de Archivo, Hemeroteca y Publicaciones del Ayuntamiento de Sevilla, tiene su entrada por la esquina en la que confluyen las calles Almirante Apodaca y Alhóndiga.

## Creación y finalidad
Los Archivos Históricos Provinciales nacieron en virtud de Decreto de 12 de noviembre de 1931, pero tuvieron que transcurrir 56 años para que se creara el de Sevilla por Orden del Ministerio de Cultura de 2 de julio de 1987 (BOE 20 de julio de 1987) con la finalidad de reunir, conservar y difundir los fondos documentales de carácter histórico de la Administración del Estado generados en la provincia de Sevilla. Así mismo formaría parte del Archivo la documentación procedente de la Administración Periférica de la Junta de Andalucía que hubiera perdido su vigencia administrativa.
El Archivo fue inaugurado oficialmente el 1 de septiembre de 1991, abriéndose al público en noviembre de ese mismo año.
El papel de los archivos públicos se fundamenta en tres principios recogidos en la Constitución de 1978: el principio de eficacia de las Administraciones Públicas (artículo 103.1), el derecho de acceso de las personas a los archivos y registros administrativos (artículo, 105.b) y la conservación del patrimonio documental público (artículo 46). Su transposición se concreta en tres facetas:
-Gestión de documentos y de información, en organizaciones y administraciones públicas, sirviendo de apoyo a la eficacia de su gestión, pues en ellos se conservan antecedentes necesarios para fundamentar y justificar sus decisiones
-Protectores de derechos individuales y colectivos, al conservar pruebas válidas para acreditar los derechos.
-Salvaguarda de la memoria cultural, fuente indispensable para la investigación histórica, facilitando el estudio y la difusión cultural.

## Titularidad y gestión
La gestión del Centro, de titularidad estatal, corresponde a la Comunidad Autónoma de Andalucía, en virtud del Real Decreto 864/1984, de 29 de febrero. Los convenios entre el Ministerio de Cultura y la Comunidad Autónoma de 18 de octubre de 1984 (BOE 18 de enero de 1985) y de 23 de mayo de 1994 (BOE de 2 de junio de 1994) establecieron la forma de llevar a cabo dicha gestión.

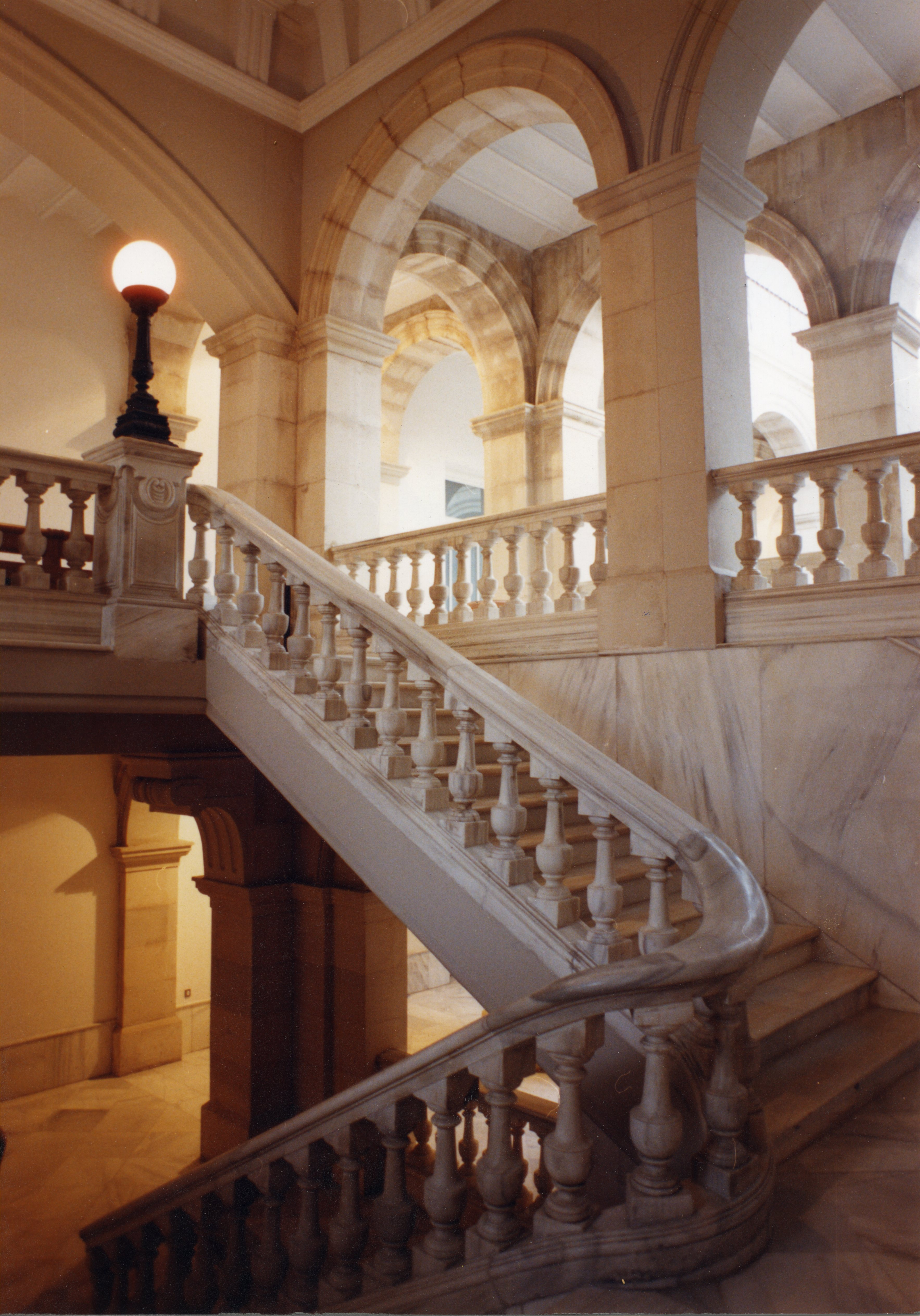
Escalera central de mármol del Archivo Histórico Provincial de Sevilla.

## Fondos y colecciones
En el Archivo Histórico Provincial se custodia la documentación generada, en el ámbito provincial, por la Administración Central y Autonómica, y por la Administración de Justicia, así como los protocolos notariales centenarios. También existe la posibilidad de que la Administración Local y los particulares depositen sus documentos en estos archivos mediante convenio con la Consejería de Cultura.
En la siguiente tabla se recogen los distintos fondos presentes en el Archivo:
| 1.1. FONDOS PÚBLICOS                                                  | AÑOS         | LIBROS | CAJAS |
| 1.1.1. Judiciales                                                     |              |        |       |
| 1.1.1.1. Ámbito Territorial                                           |              |        |       |
| Real Audiencia de Sevilla                                             | 1528-1872    |        | 581   |
| Audiencia Territorial de Sevilla                                      | 1871-1989    | 570    | 142   |
| 1.1.1.2. Ámbito Provincial                                            |              |        |       |
| Audiencia Provincial de Sevilla                                       | 1930-1959    | 72     | 1870  |
| 1.1.1.3. Ámbito de Partido                                            |              |        |       |
| Juzgados de 1.ª Instancia e Instrucción de Sevilla, números 1 al 10   | 1781-1973    | 1471   | 6582  |
| Juzgados de 1.ª Instancia de Sevilla, números 1 al 4                  | 1974-1990    |        | 473   |
| Juzgados de Instrucción de Sevilla, números 1 al 7                    | 1974-1990    |        | 474   |
| Juzgado de 1.ª Instancia e Instrucción de Sanlúcar la Mayor           | 1856-1966    | 34     | 46    |
| 1.1.1.4. y 5. Ámbito Local y Comarcal-Distrito                        |              |        |       |
| Juzgados Municipales de Sevilla, números 1 al 8                       | 1870-1977    |        | 5356  |
| Juzgado municipal de Sanlúcar la Mayor                                | 1870-1944    |        | 55    |
| Juzgado comarcal de Sanlúcar la Mayor                                 | 1944-1977    |        | 107   |
| Juzgado comarcal de La Rinconada                                      | 1946-1971    |        | 37    |
| Juzgados de Distrito de Sevilla, números 1 al 14 (excepto 6, 11 y 13) | 1977-1989    |        | 346   |
| Juzgado de Distrito de Sanlúcar la Mayor                              | 1977-1985    |        | 155   |
| Juzgado de Paz de Sanlúcar la Mayor                                   | 1860-1870    |        | 5     |
| 1.1.1.6. Jurisdicciones Especiales y Especializadas                   |              |        |       |
| Jurisdicción Especial de Responsabilidades Políticas                  | 1936-1966    |        | 9     |
| Junta Provincial y Local de Libertad Vigilada                         | 1939-1969    | 28     | 80    |
| Junta Local de Libertad Vigilada de Sanlúcar la Mayor                 | 1943-1966    |        | 1     |
| Junta Local de Libertad Vigilada de Fuentes de Andalucía              | 1943-1966    |        | 1     |
| Juzgado Especial de Vagos y Maleantes de Sevilla y Badajoz            | 1945-1971    |        | 225   |
| Juzgado Especial de Vagos y Maleantes de Málaga                       | 1958-1966    |        | 71    |
| Juzgado Especial de Vagos y Maleantes de San Roque                    | 1954-1971    |        | 165   |
| Juzgado de Rehabilitación y Peligrosidad Social de Sevilla y Badajoz  | 1971-1984    |        | 215   |
| Tribunal Tutelar de Menores                                           | 1929-1989    | 70     | 705   |
| Juzgado Mixto de la Propiedad Rústica                                 | 1933-1934    |        | 1     |
| Juzgado Militar Eventual                                              | 1939-1940    |        | 1     |
| 1.1.1.7. Administración Electoral                                     |              |        |       |
| Junta Electoral Provincial                                            | 1977-1986    | 34     | 1001  |
| Junta Municipal del Censo Electoral de Sanlúcar la Mayor              | 1906-1977    |        | 3     |
| 1.1.2. De la Fe Pública                                               |              |        |       |
| 1.1.2.1. Notariales                                                   |              |        |       |
| Distrito de Sevilla                                                   | 1441-1927    |        | 23189 |
| Distrito de Utrera                                                    | 1466-1909    |        | 1959  |
| Escribanías Especiales                                                | 1487-1929    |        | 460   |
| 1.1.2.2. Registrales                                                  |              |        |       |
| 1.1.2.2.1. Contadurías de Hipotecas                                   |              |        |       |
| Distrito de Sevilla                                                   | 1768-1862    | 38     | 5     |
| Distrito de Alcalá de Guadaira                                        | 1768-1862    | 77     |       |
| Distrito de Estepa                                                    | 1863-1870    | 6      |       |
| Distrito de Marchena                                                  | 1768-1870    | 55     |       |
| Distrito de Morón de la Frontera                                      | 1846-1869    | 39     |       |
| Distrito de Osuna                                                     | 1779-1862    | 11     |       |
| Distrito de Sanlúcar la Mayor                                         | 1845-1846    | 1      |       |
| 1.1.2.2.2. Registros de la propiedad                                  |              |        |       |
| Registro de la Propiedad de Osuna                                     | 1868-1980    | 205    |       |
| Registro de la Propiedad de Marchena                                  | 1871         |        | 1     |
| Registro de la Propiedad de Morón                                     | 1800-1885    |        | 1     |
| 1.1.3. Administración Periférica del Estado                           |              |        |       |
| 1.1.3.1. Agricultura                                                  |              |        |       |
| Delegación Provincial del Ministerio de Agricultura*                  | 1946-1986    | 91     | 553   |
| Instituto de Conservación de la Naturaleza (ICONA)                    | 1881-1986    | 261    | 569   |
| Instituto de Reforma y Desarrollo Agrario (IRYDA).                    | 1941-1985    | 203    | 487   |
| Jefatura Provincial del SENPA                                         | 1960-1986    | 55     | 1397  |
| Inspección Territorial del SEMPA*                                     | 1980-1996    |        | 668   |
| 1.1.3.2. Comercio                                                     |              |        |       |
| Comisaría de Abastecimientos y Transportes (CAT)                      | 1938-1985    | 105    | 1416  |
| 1.1.3.3. Cultura                                                      |              |        |       |
| Delegación Provincial del Ministerio de Cultura*                      | 1978-1986    |        | 100   |
| Comisión Local de Patrimonio Histórico-Artístico de Écija             | 1971-1991    |        | 5     |
| Registro de la Propiedad Intelectual                                  | 1885-1990    |        | 37    |
| 1.1.3.4. Educación                                                    |              |        |       |
| Delegación Provincial                                                 | 1901-2000    | 73     | 638   |
| Universidad Laboral                                                   | 1952-1998    |        | 112   |
| 1.1.3.5. Hacienda                                                     |              |        |       |
| Gerencia Territorial del Catastro                                     | 1993-2003    |        | 1     |
| 1.1.3.6. Industria                                                    |              |        |       |
| Delegación Provincial del Ministerio de Industria*                    | 1955-1995    |        | 314   |
| Jefatura Provincial de Minas                                          | 1825-1989    | 14     | 296   |
| 1.1.3.7. Información y Turismo                                        |              |        |       |
| Delegación Provincial                                                 | 1939-1983    |        | 188   |
| 1.1.3.8. Interior                                                     |              |        |       |
| Gobierno Civil                                                        | 1922-1985    | 51     |       |
| Junta Provincial de Beneficencia                                      | 1490-1976    | 370    | 550   |
| Casa Hospital de la Misericordia                                      | 1404-1951    | 621    | 438   |
| Prisión Provincial de Sevilla                                         | (c)1915-2005 |        | 649   |
| Jefatura Provincial de Tráfico                                        | 1934-1939    | 3      |       |

| 1.1.3.9. Justicia                                                                                                 |               |      |              |
| Junta Provincial de Patronato de Protección a la Mujer                                                            | 1942-1988     | 26   | 83           |
| Casa Tutelar San Francisco de Paula                                                                               | 1930-1992     |      | 71           |
| Casa Tutelar Colegio Nuestra Señora de los Reyes                                                                  | 1954-1991     |      | 32           |
| 1.1.3.10. Obras Públicas y Transportes                                                                            |               |      |              |
| Jefatura Regional de Transportes Terrestres                                                                       | 1887-1985     |      | 40           |
| Jefatura Provincial de Carreteras                                                                                 | 1845-1958     | 23   | 598          |
| Capitanía del Puerto de Sevilla                                                                                   | 1827-1992     | 43   | 358          |
| 1.1.3.11. Presidencia                                                                                             |               |      |              |
| Sección Provincial de Estadística de Sevilla                                                                      | 1857-1957     |      | 34           |
| Delegación Provincial del Instituto Nacional de Estadística (INE)                                                 | 1923-1985     |      | 951          |
| 1.1.3.13. Trabajo                                                                                                 |               |      |              |
| Centro de Seguridad e Higiene en el Trabajo                                                                       | 1970-1985     |      | 821          |
| 1.1.3.14. Vivienda                                                                                                |               |      |              |
| Delegación Provincial                                                                                             | 1941-2000     |      | 7            |
| 1.1.4. Administración Periférica de la Junta de Andalucía                                                         |               |      |              |
| 1.1.4.1. Agricultura                                                                                              |               |      |              |
| Delegación Provincial de la Consejería de Agricultura*                                                            | 1944-1991     | 37   | 117          |
| |               |      |              |
| 1.1.4.2. Asuntos Sociales                                                                                         |               |      |              |
| Delegación Provincial de la Consejería de Asuntos Sociales                                                        | 1991-2004     |      | 2            |
| Gerencia Provincial de la Administración de los Servicios Sociales de Andalucía de la Seguridad Social (ASERSASS) | 1969-1991     |      | 689          |
| Gerencia Provincial del Instituto Andaluz de Servicios Sociales                                                   | 1991-2003     |      | 5            |
| 1.1.4.3. Cultura                                                                                                  |               |      |              |
| Delegación Provincial de la Consejería de Cultura*                                                                | 1883-1990     |      | 102          |
| Comisión Provincial del Patrimonio Histórico de Sevilla                                                           | 1971-1993     |      | 1641         |
| Archivo Histórico Provincial de Sevilla                                                                           | 1987-2008     |      | 77           |
| 1.1.4.4 Educación                                                                                                 |               |      |              |
| Delegación Provincial de la consejería de Educación                                                               | 1943-2011     |      | 96           |
| Colegio público Pedro Garfia                                                                                      | 1984          |      | 5            |
| Colegio público Antonio Gala                                                                                      | 1984-1995     |      | 5            |
| Colegio público La Palmilla                                                                                       | 1984-1995     |      | 2            |
| 1.1.4.6. Hacienda                                                                                                 |               |      |              |
| Delegación Provincial                                                                                             | 1983-1991     |      | 172          |
| Oficina del Asesor Ejecutivo de la EXPO'92                                                                        | 1990-1992     |      | 64           |
| 1.1.4.9. Obras Públicas                                                                                           |               |      |              |
| Gabinete de Estudios Metropolitanos                                                                               | 1983-1992     |      | 24           |
| Gestión Urbanística de Sevilla (GESTUR)                                                                           | 1983-1991     |      | 3            |
| 1.1.4.10. Salud                                                                                                   |               |      |              |
| Delegación Provincial                                                                                             | 1975-1987     |      | 9            |
| 1.1.5. Instituciones del Movimiento Nacional                                                                      |               |      |              |
| 1.1.5.3. Sección Femenina                                                                                         |               |      |              |
| Delegación Provincial de la Sección Femenina                                                                      | 1946-1977     |      | 2            |
| 1.1.5.4. Auxilio Social                                                                                           |               |      |              |
| Delegación Provincial de Auxilio Social                                                                           | 1937-1980     |      | 21           |
| 1.1.5.6. Cabezas de Familia y Padres de Alumnos                                                                   |               |      |              |
| Delegación Provincial de Cabezas de Familia y Padres de Alumnos                                                   | 1963-1977     |      | 5            |
| 1.1.6. Administración Corporativa                                                                                 |               |      |              |
| 1.1.6.1.Colegios profesionales                                                                                    |               |      |              |
| Colegio Notarial de Sevilla                                                                                       | 1875-1932     |      | 360          |
| 1.1.6.2. Cámaras                                                                                                  |               |      |              |
| Cámara Oficial de la Propiedad Urbana de Sevilla                                                                  | 1918-1996     | 54   | 291          |
| 1.1.6.3. Organización Sindical                                                                                    |               |      |              |
| Organización Sindical y Administración Institucional de Servicios Socioprofesionales (AISS)*                      |               |      | 2000**       |
| 1.2. FONDOS PRIVADOS                                                                                              |               |      |              |
| 1.2.1. Fondos familiares y personales                                                                             |               |      |              |
| José Cabrera Bazán                                                                                                | 1928-2001     |      | 1            |
| Joaquín González Moreno                                                                                           | 1533-2005     |      | 18           |
| Ascensión Hernanz Catalina                                                                                        | 1947-2005     |      | 5            |
| José María Aguirre Bellver                                                                                        | 1907-1979     |      | 14           |
| Luis de Castro Morcillo                                                                                           | 1970-1980     |      | 3937(fot) ** |
| 1.2.2. Fondos de Asociaciones y Fundaciones                                                                       |               |      |              |
| Asociación “Sin Límites”                                                                                          | 1995-2001     |      | 3            |
| 1.2.3 Fondos de Empresas                                                                                          |               |      |              |
| Fábrica de Vidrio "La Trinidad"                                                                                   | 1900-2007     |      | 161          |
| Industrias Sombrereras Españolas (ISESA)                                                                          | 1930-1977     | 117  | 3            |
| Fábrica de Loza La Cartuja de Sevilla, Pickman S.A.                                                               | 1821-1956     |      | 356**        |
| Fábrica de Tabacos de Sevilla                                                                                     | 1636-2005     | 1574 | 3130         |
| Compañía Ybarra                                                                                                   | 1806-2011     | 917  | 404          |
| 2. COLECCIONES |               |      |              |
| 2.1. Documentos textuales                                                                                         |               |      |              |
| 2.1.1. Colecciones                                                                                                |               |      |              |
| Colección Adolfo Rivas Rodríguez                                                                                  | 1904-1972     |      | 2            |
| Colección Antonio Collantes de Terán Sánchez                                                                      | 1459-1583     |      | 1            |
| Colección Celestino López Martínez CELOMAR                                                                        | 1453-1990     |      | 184          |
| Colección Manuel Rucabado Verdaguer                                                                               | 1928          |      | 1            |
| Colección Manuel Simó Mateos                                                                                      | 1895-1986     |      | 9            |
| Colección Mariano García Díaz                                                                                     | 1376-1880     |      | 1            |
| Colección Sánchez Reciente                                                                                        | 1627-1894     |      | 1            |
| Colección Alfonso Ibáñez Aguado                                                                                   | 1960-1982     |      | 17           |
| Colección Consulado de Indias                                                                                     | 1637-1799     |      | 2            |
| Colección Manuel Román Seco                                                                                       | 1949-1960     |      | 1            |
| Colección Sección Guerrillas 1.ª Zona Guardia Civil                                                               | 1941-1958     |      | 1            |
| 2.1.2. Piezas aisladas                                                                                            |               |      |              |
| Piezas aisladas                                                                                                   | 1600-1814     |      | 6            |
| 2.2. Documentos figurativos                                                                                       |               |      |              |
| 2.2.1. Mapas, planos y dibujos                                                                                    |               |      |              |
| Mapas, planos y dibujos                                                                                           | Siglos XVI-XX |      | **           |
| 2.2.2. Fotografías                                                                                                |               |      |              |
| Fotografías | Siglo XX      |      | 3000**       |
| 2.3. Documentos audiovisuales                                                                                     |               |      |              |
| 2.3.1. Registros sonoros                                                                                          |               |      |              |
| Colección Rafael Gómez Rivera*                                                                                    |               |      |              |

## Servicios
Por Resolución de 11 de febrero de 2008, de la Viceconsejería, se aprueba la Carta de Servicios del Archivo Histórico Provincial de Sevilla, publicándose en el Boja de 24 de marzo de 2008 (n.º 57).
Los servicios que se ofrecen son:
- Servicios de información: cualquier ciudadano puede pedir asesoramiento y orientación al personal del Archivo, tanto para la localización de documentos, como para la averiguación de datos.

- Consulta a distancia: además de las consultas presenciales, se puede solicitar información al centro a través de correo electrónico, fax, correo ordinario o teléfono.

- Consultas de documentos: Se puede acceder a la consulta directa de los documentos según lo establecido en la legislación vigente sobre acceso a la información, con las restricciones y excepciones establecidas en la legislación estatal y autonómica.

- Préstamo de documentos: Este servicio se limita a las instituciones productoras de los documentos, así como a las instituciones que lo soliciten legalmente.

- Reproducción de documentos: Los servicios de reprografía del Archivo permiten obtener copias mediante fotocopia y reproducciones digitales.

- Biblioteca auxiliar: el Archivo cuenta con una biblioteca integrada por más de 50.000 títulos de libros y folletos, alrededor de 150 revistas, así como un buen número de boletines, diccionarios y repertorios de legislación y jurisprudencia. Está especializada en Archivística, Derecho, Administración Pública, Historia de las Instituciones e Historia local. El catálogo del fondo está informatizado, pudiendo ser consultado en el horario habitual de atención al público.

- Actividades de Difusión Cultural: todas las actividades se conciertan con el Archivo Histórico Provincial de Sevilla a través de correo electrónico, teléfono o mediante solicitud en línea, ofrece:

- Visitas guiadas: para grupos de estudiantes y profesionales cuyas disciplinas tengan contacto directo con la Archivística y la Historia.

- El Documento del mes: Esta actividad tiene como finalidad exponer mensualmente en las vitrinas del patio del Archivo una selección de documentos de entre los fondos documentales conservados en este centro. Los documentos se escogen por su singularidad, por su temática coincidente con algún hecho histórico, social o cultural que se esté celebrando en dicho mes. También se muestran documentos que destaquen por sus peculiares características gráficas, planos, grabados, dibujos, fotografías, etc. A esta actividad se puede acceder a través de la web del Archivo.
- DIA (Día internacional de los Archivos): el 9 de junio se celebra el Día Internacional de los Archivos, con motivo de la creación en 1948 del Consejo Internacional de Archivos por la UNESCO. Esta fecha pretende promover el valor de estas instituciones al servicio de la investigación, la cultura, la memoria, y la transparencia.

## Equipamiento
El Archivo consta de tres áreas:
- Área pública: conserjería, sala de investigadores, patio de conferencias y patio de exposiciones.
- Área reservada: muelle de descarga, depósitos, talleres, sala de clasificación y trabajos técnicos.
- Área privada: oficinas y despachos de dirección, administración, gestión documental y conservación e investigación.